# 曹杨路站
曹杨路站主体位于中华人民共和国上海市普陀区凯旋北路与曹杨路交叉口，是上海地铁3号线、4号线、11号线与14号线的地铁换乘站。由于14号线规划改道，因此原定命名為东新路站，位于武宁路与东新路交叉口，並与3/4/11号线虚拟换乘，并预留通道换乘。3号线和4号线车站位于路口北侧，呈南北向；11号线车站主体位于路口东侧，呈东西向，与3/4号线车站在付费区内有一条换乘通道连通。

## 车站结构
曹杨路站分为3/4号线、11号线、14号线三个部分。其中3/4号线与11号线通过站内换乘通道相通；3/4/11号线与14号线不相通，开通初期实行虚拟出站换乘，预留通道换乘。
3/4号线车站共有两层，地上二层为3号线及4号线站台，地面为3号线及4号线车站大厅，并与11号线地下一层的换乘通道连通。11号线部分有4层，其中部分出入口和进出站、安检设施位于地面层，与换乘通道接通。地下三层为11号线往迪士尼方向的站台，地下四层为嘉定北或花桥方向站台。两个站台均有扶梯直接通到地下二层，同时站台之间也可通过扶梯连通。14号线部分则有两层。
11号线车站原计划与14号线共用一个双层岛式站台，原规划中待14号线建成启用之后，此车站将成为一个同站台换乘站。后来14号线改用8节编组列车以及改经东新路方案，该预留被废弃。11号线车站地下三层的废弃预留部分，现时被上海地铁二运公司用作模拟实训室。

### 3、4、11号线车站结构
| 地上二层 | 侧式站台，右侧开门   | 侧式站台，右侧开门                              | 侧式站台，右侧开门 | 侧式站台，右侧开门 |
|          |                      | █ 3号线 往上海南站、 █ 4号线 往外环（金沙江路） |                    |                    |
|          |                      | █ 3号线 往江杨北路、 █ 4号线 往内环（镇坪路）   |                    |                    |
|          | 侧式站台，右侧开门   |                                                 |                    |                    |
| 地面层   | 3、4号线站厅及出入口 | 2、4-7出入口、票务服务、自动售票机、人工服务台  |                    |                    |
| 地下一层 | 11号线站厅           | 票务服务、自动售票机、人工服务台                |                    |                    |
| 地下二层 | 11号线站厅           | 票务服务、自动售票机、人工服务台                |                    |                    |
| 地下三层 | 侧式站台，左侧开门   | 侧式站台，左侧开门                              | 侧式站台，左侧开门 | 侧式站台，左侧开门 |
|          |                      | █ 11号线 往迪士尼（隆德路）                     |                    |                    |
| 地下四层 | 侧式站台，右侧开门   | 侧式站台，右侧开门                              | 侧式站台，右侧开门 | 侧式站台，右侧开门 |
|          |                      | █ 11号线 往嘉定北或花桥（枫桥路）               |                    |                    |

- 安裝月台閘門前的3、4号线曹杨路站站台
- 3号线列车进入曹杨路站
- 曹杨路站3、4号线站厅
- 曹杨路站11号线站台

### 14号线车站结构
| 地面层   | 出入口             | 8-13出入口                       |                    |                    |
| 地下一层 | 14号线站厅         | 票务服务、自动售票机、人工服务台 |                    |                    |
| 地下二层 | 侧式站台，右侧开门 | 侧式站台，右侧开门               | 侧式站台，右侧开门 | 侧式站台，右侧开门 |
|          |                    | █ 14号线 往封浜（中宁路）        |                    |                    |
|          |                    | █ 14号线 存车线                  |                    |                    |
|          | 岛式站台，左侧开门 |                                  |                    |                    |
|          |                    | █ 14号线 往桂桥路（武宁路）      |                    |                    |

- 曹杨路站14号线站厅
- 曹杨路站14号线大字壁
- 曹杨路站14号线站台
- 14号线换乘通道

### 车站出口
曹杨路站共有11个出口，其中2-5号口连通11号线站厅，6-7号口连通3/4号线站厅，8-13号口连通14号线站厅。另车站附近长城大厦前设一未编号出入口通往11号线车站，车站临近7号出入口位置设置无障碍电梯可直接到达3/4号线站台。因14号线车站与其他线路间为站外换乘，8-13号出入口仅可前往14号线。各出入口如下所示：
| 出口编号                       | 出口指示                                       | 照片            |
| 连通 11号线站厅                | 连通 11号线站厅                                | 连通 11号线站厅 |
| ------------------------------ | ---------------------------------------------- | --------------- |
| 2 · 出口                       | 曹杨路，汇融天地                               |                 |
| 4 · 出口 · （设有）            | 曹杨路，凯旋北路，长城大厦                     |                 |
| 5 · 出口                       | 曹杨路，上海大众三汽公共交通有限公司，中联大厦 |                 |
| 连通 3号线 4号线站厅           |                                                |                 |
| 6 · 出口                       | 中山北路，曹杨路，白玉路，普雄路，宁夏路       |                 |
| 7 · 出口 · （设有） · （设有） | 武宁路，东新路，中山北路                       |                 |
| 连通 14号线站厅                |                                                |                 |
| 8 · 出口                       | 武宁路，东新路                                 |                 |
| 9 · 出口                       | 武宁路，普雄路                                 |                 |
| 10 · 出口 · （设有）           | 武宁路                                         |                 |
| 11 · 出口                      | 武宁路（暂未开通）                             |                 |
| 12 · 出口                      | 曹杨路，凯旋北路                               |                 |
| 13 · 出口                      | 曹杨路，凯旋北路，中山北路                     |                 |
| 图例： 设有 \| 设有            |                                                |                 |

## 车站周边
车站收费区内有麦当劳和果子饼铺子以及自动贩卖机，收费区外有千里香馄饨、全家便利店及真功夫等。由于离曹杨新村传统居民区较近，车站周边商铺多为零散分布的小店。
出站往金沙江路站方向步行约 300 m 可达上海环球港北门。

## 车站历史
- 2000年12月26日：3号线曹杨路站启用。
- 2005年12月31日：4号线开通，虹桥路站至宝山路站成为3号线及4号线共线段，本站成为二线换乘站。
- 2009年12月31日：11号线曹杨路站启用，本站成为三线换乘站。
- 2021年12月30日：14号线曹杨路站启用，本站成为四线换乘站。14号线开通初期為虛擬換乘，并预留通道换乘。[5]

## 车站事故
2018年12月25日18:55分，3号线344号列车曹杨路站进站时，有乘客自行违规翻越车站电动安全门，擅自进入区间，司机发现站台末端有乘客翻越电动栏杆，立即紧急制动，列车越过该乘客约2节车厢后停下。但该乘客依旧被电动栏杆防夹挡板和车体夹住腰部，救护人员到场后宣布该名乘客死亡。该事件对当天晚高峰正常运营造成一定的影响。